# Сімелуе (острів)

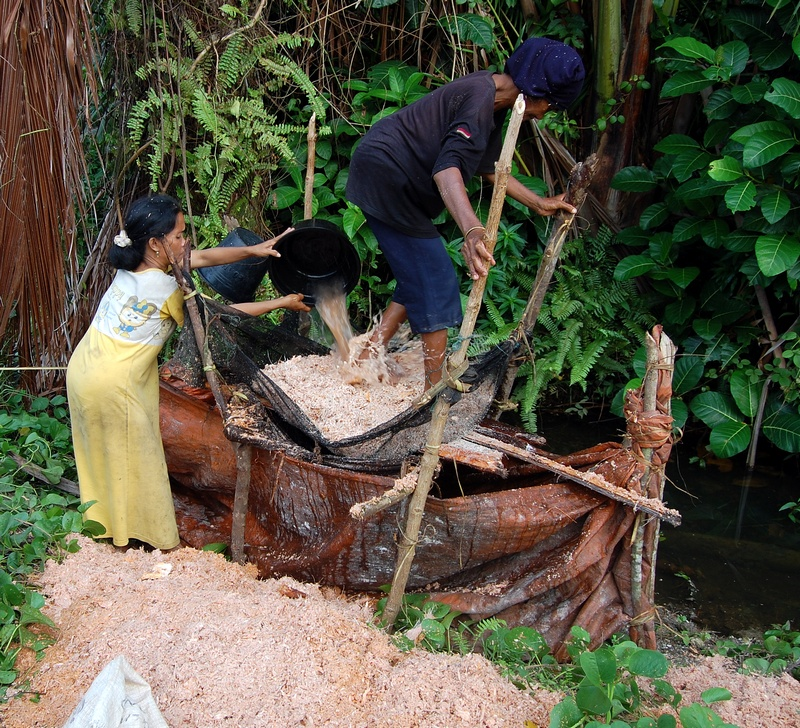
Промивання серцевини (сагової пальми), Сімелуе

Сімелуе [sɪməˈluːeɪ] — острів Індонезії, 150 кілометрів від західного узбережжя Суматри. Він займає площу 1754 квадратних кілометрів (677 квадратних миль), включаючи незначні морські острови. За переписом 2010 року його населення становило 80 674 особи, за переписом 2020 року — 92 865 осіб. Офіційна оцінка на середину 2021 року становила 93 762. Його столиця — Сінабанг.
Сімеулуе колись був частиною регентства Західний Ачех, але в 1999 році був відокремлений і став окремим регентством Сімеулуе.

## Демографія
З етнічної точки зору жителі Сімеулуе схожі на жителів сусіднього острова Ніас. На острові розмовляють двома мовами та кількома діалектами: симеулуе та сігулай, які відрізняються від мов, поширених на півночі Суматри. Більшість населення острова — мусульмани.

## Історія
Сімеулуе був історично відомий європейським мореплавцям як «Острів свиней» і служив причалом для кораблів, які шукали порти на західному узбережжі Суматри для торгівлі перцем. Він також був відомий як «Пуло Оо», або «Кокосовий острів». Деякі історики припускають, що вигадані острови Ліліпутія та Блефуску в «Мандрах Гуллівера» (1726) можна описати як два віддалені острови Сімеулуе в Індійському океані: Деваян і Сігулай.

### Землетрус в Індійському океані 2004 року
Сімеулу був неподалік від епіцентру землетрусу магнітудою 9,3, який стався 26 грудня 2004 року.
28 березня 2005 року землетрус магнітудою 8,7 стався з епіцентром біля південної частини острова. Під час землетрусу Симеулуе піднявся щонайменше на 2 метри (6 ft) на західному узбережжі; це залишило пласку вершину коралових рифів над припливом . На східному узбережжі земля була затоплена, а морська вода затопила поля та поселення.
Хоча острів Сімеулуе був лише за 60 кілометрів від епіцентру землетрусу 2004 року, тоді як Банда-Ачех – місто, яке найбільше постраждало від цунамі – було приблизно за 250 кілометрів, лише шестеро жителів Сімеулуе загинули, а решта 70 000 вижили. Очевидно, це сталося завдяки місцевій мудрості під назвою «смонг», згідно з якою після землетрусу, якщо приплив раптово спадає, люди повинні якомога швидше евакуюватися на височину, виходячи з досвіду великого цунамі в 1907 році.

## Туризм
За останні десять років Сімелуе стало все більш популярним місцем для серфінгу. У південно-західній частині острова є кілька хвиль світового класу, а за останні роки тут з’явилося декілька курортів для серфінгу. Оскільки серфінгісти продовжували досліджувати всю Індонезію протягом останніх 40 років відтоді, як серфери-мандрівники вперше прибули на Балі, серфінг поширився на все більше і більше численних островів Індонезії. Сімеулуе був одним із останніх із цих островів із якісними хвилями, які можна було зачепити, і досі залишається одним із останніх кордонів серфінгу.